# 公寓 (保加利亚情景喜剧)
公寓是由保加利亚新电视台制作的保加利亚情景喜剧。该系列的制作人是克拉西米尔·万科夫，导演是久连·明科夫和 托多尔·尼科罗夫。